# IPhone 15 Pro
L'iPhone 15 Pro e l'iPhone 15 Pro Max sono due smartphone progettati e prodotti da Apple. Rappresentano la diciassettesima generazione di iPhone e sostituiscono i modelli iPhone 14 Pro e 14 Pro Max. Sono stati presentati il 12 settembre 2023 presso l'Apple Park, insieme agli iPhone 15 e 15 Plus.
Le principali differenze con gli iPhone 14 Pro sono la porta USB-C, un tasto fisico laterale multifunzione, il nuovo chip A17 Pro (capace di eseguire Apple Intelligence), un nuovo comparto fotografico, un nuovo display, una batteria più capiente, e sensori migliorati.

## Descrizione

### Novità
Sono i primi iPhone Pro ad avere una scocca in titanio invece che in acciaio. Viene introdotta la USB-C (come negli iPhone 15 e 15 Plus) e il Tasto azione laterale multifunzione in sostituzione del selettore per la modalità silenziosa; viene notevolmente potenziato il comparto video-fotografico, poiché gli iPhone 15 Pro sono i primi a poter registrare con codifica LOG e ad essere certificati secondo lo standard cinematografico ACES (Academy Color Encoding System), oltre a poter scattare ora anche a una risoluzione intermedia di 24 Mpx (combinando diverse foto ottimizzate insieme) e a poter regolare la lunghezza focale della fotocamera principale.

### Schermo
Gli iPhone 15 Pro e 15 Pro Max hanno uno schermo OLED rispettivamente da 6,1" (15 Pro) e 6,7" (15 Pro Max)., dotato di tecnologia ProMotion con un refresh rate variabile da 1Hz a 120 Hz e luminosità massima fino a 2000 nits.

### Chip
Gli iPhone 15 Pro e 15 Pro Max montano lo stesso chip A17 Pro dotati di una CPU 6-core (2 performance e 4 efficiency), di una GPU 6-core. e di una NPU 16-core.
Essendo il chip A17 Pro il primo equivalente agli Apple Silicon della serie M (presenti sugli iPad e i Mac dal 2020), esso permette di avere funzioni aggiuntive esclusive rispetto a tutti gli iPhone precedenti, come l'Apple Intelligence (presentata nel giugno 2024) e altro ancora.